# Cnemaspis nairi
Espèce
Statut de conservation UICN

 NT  : Quasi menacé
Cnemaspis nairi est une espèce de geckos de la famille des Gekkonidae.

## Répartition
Cette espèce est endémique du Kerala en Inde.

## Étymologie
Cette espèce est nommée en l'honneur du naturaliste S. Madhavan Nair.

## Description
Cnemaspis nairi peut atteindre une longueur du museau à l'évent de 40 mm. Il est gris avec des marques noires et blanches sur la face dorsale. Ventralement, il est brun grisâtre. La queue présente des anneaux alternés de noir et d'olive jaunâtre.

## Reproduction
Cnemaspis nairi est ovipare.

## Habitat
L'habitat préféré de cnemaspis nairi est constitué de forêts sempervirentes et de forêts semi-sempervirentes à des altitudes comprises entre 280 et 925 m.

## Publication originale
- Inger, Marx & Koshy, 1984 : An undescribed species of gekkonid lizard (Cnemaspis) from India with comments on the status of C. tropidogaster. Herpetologica, vol. 40, n. 2, p. 149-154.